# Zamarada eucharis
Zamarada eucharis är en fjärilsart som beskrevs av Dru Drury 1782. Zamarada eucharis ingår i släktet Zamarada och familjen mätare. Inga underarter finns listade i Catalogue of Life.